# Liste der Museen in Münster
Die Liste der Museen in Münster beinhaltet Museen in Münster, die unter anderem Kunst, Kultur und Naturgeschichte vorstellen.

## Bestehende Museen
| Bezeichnung                           | Standort                                       | Bemerkungen | Bild           |  |
| ------------------------------------- | ---------------------------------------------- | --- | -------------- |  |
| Archäologisches Museum                | Fürstenberghaus, Domplatz, Altstadt            | Das Museum des Instituts für Klassische Archäologie und Frühchristliche Archäologie der Universität Münster gibt einen Einblick in Kunst und Kunsthandwerk antiker Kulturen des Mittelmeerraums mit Schwerpunkt Griechenland und des Vorderen Orients mit Schwerpunkt Kleinasien. | weitere Bilder |  |
| Bibelmuseum                           | Pferdegasse, Altstadt                          | Das Museum des Instituts für neutestamentliche Textforschung der Universität Münster veranschaulicht anhand von etwa 400 Exponaten die Geschichte der Bibel von ihren handschriftlichen Anfängen bis heute. Es zeigt unter anderem Handschriften und Drucke des griechischen Neuen Testaments, mehrsprachige Bibelausgaben (Polyglotten), die deutsche Bibeln von vorlutherischen Ausgaben über Luthers Übersetzung und Ausgaben aus dem 17. und 18. Jahrhundert bis zu modernen Bibelübersetzungen, europäische und außereuropäische Ausgaben sowie Bibelillustrationen.                                                                            | weitere Bilder |  |
| Geomuseum                             | Landsbergsche Kurie, Pferdegasse, Altstadt     | Das Museum des Fachbereichs Geowissenschaften der Universität Münster dokumentiert mit Originalfundstücken und Schautafeln unter dem Titel "Vom Urknall bis Westfalen" den aktuellen Kenntnisstand zur Entwicklung des Weltalls und der Erde. Zu den Exponaten zählen Meteoriten, verschiedenste Gesteine und Minerale sowie Fossilien und Knochenfunde vom Proterozoikum bis zum Ausklang der letzten Kaltzeit. | weitere Bilder |  |
| Haus Rüschhaus                        | Am Rüschhaus, Nienberge                        | Das Museum dokumentiert das Leben der Dichterin Annette von Droste-Hülshoff, die hier von 1826 bis 1846 wohnte und arbeitete. Ihr von ihr selber als „Schneckenhäusschen“ bezeichnetes Wohn- und Arbeitszimmer ist erhalten. | weitere Bilder |  |
| Heimatmuseum Kinderhaus               | ehem. Leprosenhospital, Kinderhaus             | Das Museum dokumentiert die Frühgeschichte, die Armenhaus-, Kirchen- und Schulgeschichte sowie altes Handwerk aus Kinderhaus. | weitere Bilder |  |
| Hiltruper Museum                      | Zur Alten Feuerwache, Hiltrup                  | Das 1984 gegründete Heimatmuseum ist seit 1998 in dem ehemaligen Hiltruper Feuerwehrhaus untergebracht. In seiner Dauerausstellung dokumentiert es die Geschichte Hiltrups. In Wechselausstellungen zeigt es Werke verschiedener Künstler. |                |  |
| Internationales Kinderspielzeugmuseum | Verspoel, Altstadt                             | Das Museum präsentiert eine umfangreiche Spielzeugsammlung mit historischen Spielsachen aus verschiedenen Epochen und Kulturen. Unter den Ausstellungsstücken finden sich auch Spielzeuge, die den Ersten und Zweiten Weltkrieg überstanden haben. |                |  |
| Kunsthaus Kannen                      | Alexianerweg, Amelsbüren                       | Das 2000 auf dem Gelände einer Fachklinik für Psychiatrie errichtete Museum beherbergt eine Sammlungen von Art brut im psychiatrischen Kontext mit etwa 5000 Bildern und Objekten von lebenden und bereits verstorbenen Künstlern/Patienten. |                |  |
| Kunstmuseum Pablo Picasso             | Druffelscher Hof, Picassoplatz, Altstadt       | Das 2000 eröffnete Museum beherbergt eine Sammlung von etwa 800 Lithografien aus unterschiedlichen Schaffensperioden von Pablo Picasso. Im Wechsel werden jeweils verschiedene thematische Aspekte und Ausschnitte dieser Sammlung ausgestellt. In Sonderausstellungen werden auch Exponaten aus internationalen Museen und Sammlungen sowie Werke von Zeitgenossen Picassos gezeigt. | weitere Bilder |  |
| Lepramuseum                           | ehem. Leprosenhospital, Kinderhaus             | Das Museum dokumentiert Geschichte, Verbreitung und Bekämpfung der Krankheit Lepra sowie die geistige und materielle Versorgung von Leprakranken in Mittelalter und Neuzeit. | weitere Bilder |  |
| LWL-Museum für Kunst und Kultur       | Domplatz, Altstadt                             | Das 1905 gegründete und seit 2014 in einem Neubau untergebrachte Museum des Landschaftsverbands Westfalen-Lippe (LWL), bis 2013 Westfälisches Landesmuseum für Kunst und Kulturgeschichte genannt, präsentiert Kunstwerke vom frühen Mittelalter bis in die Gegenwart. Der Bestand umfasst über 350.000 Gemälde, Grafiken, Skulpturen, Möbel, Münzen, Kunsthandwerk, Plakate und Landkarten von der mittelalterlichen Sakralkunst Westfalens über Kunstwerke der Renaissance, des Barocks und des 19. Jahrhunderts bis zu Werken der internationalen Moderne sowie der zeitgenössischen Kunst.                                                       | weitere Bilder |  |
| LWL-Museum für Naturkunde             | Sentruper Straße, Sentruper Höhe               | Das 1892 gegründete und 1981 an seinem heutigen Standort in der Nähe des Aasees neu eröffnete Museum zeigt Exponate aus den Bereichen Biologie und Geologie. In dem angeschlossenen Planetarium werden u. a. astronomische 360-Grad-Fulldome-Filme gezeigt. Die Es gibt eine zoologische Sammlung umfasst präparierte Vögel, Säugetiere, und 1.500 Reptilien, Amphibien, Fischen und sonstige Nasspräparaten sowie Insekten, Spinnen, Weichtieren, sonstige Wirbellose und DNA- und Gewebeproben. Die botanische Sammlung umfasst botanische und mykologische Objekte, die geowissenschaftliche Sammlung umfasst Gesteine, Mineralien und Fossilien. | weitere Bilder |  |
| Mühlenhof-Freilichtmuseum             | Theo-Breider-Weg, Sentruper Höhe               | Das Museum zeigt etwa 30 historische Bauten, die von ihrem ursprünglichen Ort hierher versetzt oder hier nach alten Vorbildern rekonstruiert wurden. Dazu zählen unter anderem eine Bockwindmühle, Haupt- und Nebengebäude von Bauernhöfen, eine Bauernhofkapelle, eine Landschule, ein Dorfladen, ein Weberkotten, eine Dorfschmiede und weitere alte Werkstätten. Die Inneneinrichtungen vermitteln einen Eindruck von Lebensgewohnheiten und Arbeitsweisen der Menschen, die hier einmal wohnten und arbeiteten. | weitere Bilder |  |
| Stadtmuseum                           | Salzstraße, Altstadt                           | Das 1979 gegründete und seit 1989 in einem ehemaligen Kaufhaus untergebrachte Museum dokumentiert die Geschichte der Stadt Münster von den Anfängen bis zur Gegenwart, unter anderem mit Hilfe von zahlreichen Stadt- und Architekturmodellen. | weitere Bilder |  |
| Villa ten Hompel                      | Kaiser-Wilhelm-Ring, Mitte-Nordost             | Das Museum in einer ehemaligen Fabrikantenvilla, die ab 1940 als Sitz der Ordnungspolizei genutzt wurde, dokumentiertals Geschichtsort die Verbrechen der Ordnungspolizei während des Zweiten Weltkriegs und die Versuche der Aufarbeitung in der Nachkriegszeit. | weitere Bilder |  |
| Westfälisches Pferdemuseum            | Allwetterzoo, Sentruper Straße, Sentruper Höhe | Das Museum dokumentiert die Natur- und Kulturgeschichte des Pferdes in Westfalen und informiert über weitere Themen rund um das Pferd. | weitere Bilder |  |

## Ehemalige Museen
| Bezeichnung                         | Standort                                   | Bemerkungen | Bild           | Link |
| ----------------------------------- | ------------------------------------------ | --- | -------------- | ---- |
| Domkammer                           | Horsteberg, Altstadt                       | zeigte den Domschatz des St.-Paulus-Doms, u. a. Reliquiare des 11. bis 18. Jahrhunderts sowie liturgische Geräte und Paramente von Mittelalter, Renaissance und Barock bis ins 20. Jahrhundert. 2017 wurde das Museum wegen baulicher Mängel, insbesondere einer defekten Klimatechnik, geschlossen. Der Domschatz soll in das neu zu errichtende Dommuseum Paulus überführt werden. | weitere Bilder |      |
| Geologisch-Paläontologisches Museum | Landsbergsche Kurie, Pferdegasse, Altstadt | Das 1824 erstmals eröffnete Museum war für mehr als 150 Jahre das einzige Museum in Westfalen mit einer nennenswerten Sammlung an Fossilien, wodurch viele außergewöhnliche Funde in seine Sammlung kamen, darunter ein fast vollständig erhaltenes Mammut-Skelett und mehrere Fischsaurier-Skelette. 2007 Übernahme der Bestände des Mineralogischen Museums und Schließung wegen Umbaus zur Präsentation der gemeinsamen Sammlung. 2023 Wiedereröffnung als Geomuseum der Universität Münster. | weitere Bilder |      |
| Mineralogisches Museum              | Hüfferstraße, Innenstadtring               | Das aus dem Geologisch-Paläontologisches Museum ausgegliederte Museum zeigte in seiner Ausstellung die drei Hauptbereiche der Mineralogie Kristallkunde, Mineralkunde und Gesteinskunde sowie deren industrielle Anwendung. 2007 wurde die Sammlung wieder mit der des Geologisch-Paläontologisches Museums vereinigt und ist in dem an dessen Standort nach langjährigem Umbau 2023 neu eröffneten Geomuseums zu sehen.                                                                         |                |      |
| Museum für Lackkunst                | Windthorststraße, Innenstadtring           | Museum der BASF Coatings mit etwa 1250 Objekten der Lackkunst aus Ostasien, Europa und der islamischen Welt aus mehr als zweitausend Jahren. geschlossen 2024, Bestände sollen in die Sammlung des LWL-Museums für Kunst und Kultur integriert werden. | weitere Bilder |      |
| Orgelmuseum Fleiter                 | Sessendrupweg, Nienberge                   | Das 1984 eröffnete Museum der Orgelbaufirma Friedrich Fleiter zeigte eine vom Firmengründer gebaute Orgel aus dem Jahre 1880, einen Nachbau einer Wasserorgel, ein Sheng und eine Wurlitzer-Kinoorgel von 1924. |                |      |
| Porzellanmuseum                     | Gassenstiege, Innenstadtring               | Das 2003 eröffnete Museum zeigte Porzellanmalereien in Münster seit der Mitte des 19. Jahrhunderts mit Schwerpunkt auf den zur Zeit der Weimarer Republik entstandenen Werken von August Roloff Nach Schließung des Museums 2011 war ein Teil der Exponate bis 2021 in der Torhaus-Galerie am Neutor ausgestellt. |                |      |
| Westfälisches Eisenbahnmuseum       | Lippstädter Straße, Hansaviertel           | Das vom Freundeskreis für Eisenbahnen e. V. unterhaltene Museum behandelte schwerpunktmäßig die Thematik von Bahnbetriebswerken der 1950er Jahre. Anfang 2011 wurde das Museum aufgelöst, die Bestände gingen an die Museumseisenbahn Hamm. |                |      |
| Westpreußisches Landesmuseum        | Drostenhof, Drostenhofstraße, Wolbeck      | Das Museum zeigte eine ständige Ausstellung zu Geschichte, Kunst und Kultur Westpreußens. Ende August 2012 wurde das Museum in Münster geschlossen. Die Wiedereröffnung fand im Dezember 2014 im ehemaligen Franziskanerkloster in Warendorf statt. | weitere Bilder |      |

## Geplante Museen
| Bezeichnung      | Standort                 | Bemerkungen | Bild           | Link |
| ---------------- | ------------------------ | --- | -------------- | ---- |
| Dommuseum PAULUS | Alter Steinweg, Altstadt | Das Museum soll als Nachfolgemuseum der 2017 geschlossenen Domkammer den Domschatz des St.-Paulus-Doms aufnehmen und präsentieren. Die Pläne für den Neubau wurden 2023 vorgestellt. Baubeginn war 2024, die Fertigstellung ist für 2026 vorgesehen. | Baustelle 2024 |      |